# Тандау, Альфред Сирил
Альфред Сирил Танда́у (Alfred Cyril Tandau; 6 января 1936, Ндегеле, округ Мбинга — май 2013) — профсоюзный, политический и государственный деятель Танзании, дипломат.

## Биография
Получил среднее образование в Аруше и Олд Моши в Танганьике (1951—1954) и Касуби в Уганде (1955—1956). Учился в университете Макерере, а затем в Найроби. Начал трудовую деятельность как кооперативный инспектор и клерк в банке.
Вошёл в профсоюз транспортных и неквалифицированных рабочих (Transport and General Workers’ Union), в котором работал с сентября 1959 по февраль 1962. Поднимаясь по профсоюзной лестнице, с 1962 года стал заместителем генерального секретаря Федерации труда Танганьики, с 1964 — заместителем генерального секретаря Национального союза трудящихся Танганьики (NUTA), в который вошли национальные профобъединения.
В конце 1965 получил депутатский мандат в парламенте. В 1968—1969 — генеральный управляющий текстильным комбинатом «Дружба» в Дар-эс-Саламе, построенном при помощи КНР. В феврале 1969 вернулся к профсоюзной деятельности, в 1969—1978 был генеральным секретарём NUTA, сменив арестованного Майкла Камализу, а в 1978—1982 — Союза танзанийских рабочих. Также играл важную роль в объединяющей профцентры 25 стран Всеафриканской федерации профсоюзов, чья штаб-квартира размещалась в танзанийском Дар-эс-Саламе. Был её казначеем в 1966—1971 и избирался и. о. генерального секретаря в феврале 1971.
Хотя всплеск стачечной борьбы в 1971 привёл к критике профсоюзной бюрократии за оторванность от рабочего класса даже со стороны президента Джулиуса Ньерере, Тандау не только сохранил свой пост генсека профобъединения, но также одновременно вошёл в феврале 1972 в правительство, сменив Джоба Лусинде. В 1972—1974 был министром труда и социального обеспечения, в 1974—1977 — министром связи и коммуникаций, в 1977—1978 — министром общественных работ, а в 1978—1980 — министром без портфеля, пока в 1980 не вернул портфель министра труда и социального обеспечения. С 1982 член ЦК правящей партии Чама ча мапиндузи.
В 1990-х — на дипломатической службе: в 1993—1995 был послом в Индии (политике которой посвятил книгу Policy Implementation in India: A Case Study), в 1995—1997 — в Бурунди.